# 新海幸藏
新海 幸藏（しんかい こうぞう、1904年2月29日 - 1976年2月17日）は、秋田県河辺郡新屋町 (現秋田市新屋)出身で出羽海部屋（入門時は入間川部屋）に所属した大相撲力士。本名は中野 幸藏（なかの こうぞう）。新海という四股名は「あらうみ」と読まれていたが、何故かいつの間にか「しんかい」と読まれるようになり、現在ではこちらのほうが通りがよい。最高位は東関脇。

## 来歴
日新小学校高等科を卒業後に、地元の高堂茶店に勤めた。最初、茶店に母に連れられて訪れた時に、体格を見た主人から幸蔵本人ではなく父と勘違いされた。1920年の暮れに単身で上京して、入間川部屋に入門した。1921年1月場所に初土俵を踏むが、その後に出羽海部屋へ移籍した。1925年5月場所に十両昇進、1927年5月場所で新入幕を果たした。入幕後、しばらくは幕内上位に行っては負け越して降格することを繰り返していたが、宮城山福松から金星を3個獲得する活躍を見せた。
1932年1月6日に勃発した春秋園事件によって脱退し、関西角力協会主催のトーナメント戦で優勝した。1933年1月場所に於いて幕内格別席で帰参すると、1934年5月場所で7勝4敗と勝ち越して関脇に昇進し、1935年1月場所も6勝5敗と勝ち越した。
次の5月場所では2勝9敗と大きく負け越して以後三役には戻れなかったが、1936年1月場所初日に双葉山定次を破った。ところが、1937年の九州巡業中に、酒に酔って綾櫻由太郎を口論の末にビール瓶で殴ってしまい、5月場所を最後として強制的に引退させられた。不祥事を起こした矢先の引退相撲でも祝儀の分配を巡って師匠の出羽海と揉めては師匠も殴ったと言われている。引退後は年寄・荒磯を襲名し、検査役を務めていた。
1951年の廃業後は不動産業・米菓製造業など様々な事業に手を出したが全て失敗し、1975年からは生活保護の対象になって神奈川県川崎市のアパートに移り住んで一人暮らしをしていた。廃業の理由として当時訪ねてきたケースワーカーに対し、「（相撲の）年寄株を巡ってこじれ、相撲から足を洗った」「若い頃に結婚したが『子どもが出来なければ10年で別れる』という契約に従って別れて、それからは一人だった」「三鷹で不動産業をしていたが不況で思うようにいかなくなり、川崎に引っ越してきた。国の世話にはなりたくないが、生きていけないんでねぇ」などと話していた。
1976年2月17日、自身が吸っていた煙草の不始末からアパートを全焼させる火災を起こし、新海は自分の部屋で焼死した。71歳没。

## 人物
しつこい足癖で鳴らした力士で、「タコ足の新海」とも称された。その代表的なスタイルは顎を引いて相手の前廻しを取って食い下がり、足を掛けたら絶対に離さず、そのままもたれ込むものだった。相手が低く腰を割った体勢でも構わず足を掛けた。だが、その取り口は相手力士に怪我を負わせることも多く、前述のビール瓶事件に象徴されるように、気性が荒く酒が入ると手がつけられなかったため、力士仲間からは嫌われていた。気性の荒さを物語る具体的なエピソードは他にも存在し、新国劇の沢田正二郎が中耳炎で亡くなった際には、「新海に殴られたせいだ」という噂が立った。
寺山修司に新海の晩年を扱った短編小説がある。
粗暴さの一方で親孝行で知られ、巡業先から親に衣類を贈ったり、戦時中でありながら親に約40日の日本一周旅行をさせたりした。

## 主な成績
- 通算成績：206勝191敗1分 勝率.519
- 幕内成績：145勝164敗1分 勝率.469
- 現役在位：42場所 ※春秋園事件で脱退した1932年1月場所を含まず。
- 幕内在位：28場所 ※春秋園事件で脱退した1932年1月場所を含まず。
- 三役在位：2場所（関脇2場所）
- 金星：3個（宮城山3個）

### 場所別成績
| 1921年 （大正10年） | （前相撲）           | x                 | 西序ノ口16枚目 4–1     | x                 |
| 1922年 （大正11年） | 西序二段18枚目 4–1   | x                 | 東三段目24枚目 4–1     | x                 |
| 1923年 （大正12年） | 西幕下34枚目 7–3     | x                 | 西幕下15枚目 3–3       | x                 |
| 1924年 （大正13年） | 東幕下11枚目 2–3     | x                 | 西幕下17枚目 3–3       | x                 |
| 1925年 （大正14年） | 東幕下16枚目 5–1     | x                 | 東十両15枚目 4–2       | x                 |
| 1926年 （大正15年） | 東十両5枚目 4–2      | x                 | 西十両4枚目 4–4        | x                 |
| 1927年 （昭和2年） | 西十両2枚目 優勝 8–0 | 西十両2枚目 8–3   | 西前頭9枚目 7–4        | 東前頭14枚目 3–8  |
| 1928年 （昭和3年） | 東前頭3枚目 7–4      | 西前頭9枚目 7–4   | 西前頭2枚目 5–6        | 西前頭2枚目 5–6   |
| 1929年 （昭和4年） | 東前頭6枚目 6–5      | 東前頭6枚目 6–5 ★ | 東前頭3枚目 4–7        | 東前頭3枚目 2–9   |
| 1930年 （昭和5年） | 東前頭10枚目 8–3     | 東前頭10枚目 6–5  | 東前頭4枚目 4–7        | 東前頭4枚目 6–5 ★ |
| 1931年 （昭和6年） | 西前頭3枚目 3–8 ★    | 西前頭3枚目 4–7   | 東前頭9枚目 6–5        | 東前頭9枚目 5–6   |
| 1932年 （昭和7年） | 西前頭7枚目 –        | x                 | x                      | x                 |
| 1933年 （昭和8年） | 前頭 5–6             | x                 | 西前頭8枚目 6–5        | x                 |
| 1934年 （昭和9年） | 東前頭4枚目 6–5      | x                 | 東前頭筆頭 7–4         | x                 |
| 1935年 （昭和10年） | 西関脇 6–5           | x                 | 東関脇 2–9             | x                 |
| 1936年 （昭和11年） | 西前頭5枚目 6–5      | x                 | 東前頭2枚目 3–8        | x                 |
| 1937年 （昭和12年） | 東前頭7枚目 5–5 1分  | x                 | 東前頭7枚目 引退 5–8–0 | x                 |
| 各欄の数字は、「勝ち-負け-休場」を示す。 優勝 引退 休場 十両 幕下 三賞：敢=敢闘賞、殊=殊勲賞、技=技能賞 その他：★=金星 番付階級：幕内 - 十両 - 幕下 - 三段目 - 序二段 - 序ノ口 幕内序列：横綱 - 大関 - 関脇 - 小結 - 前頭（「#数字」は各位内の序列） |                      |                   |                        |                   |

## 幕内対戦成績
| 力士名 | 勝数 | 負数 | 力士名   | 勝数 | 負数 | 力士名 | 勝数 | 負数 | 力士名   | 勝数 | 負数 |
| ------ | ---- | ---- | -------- | ---- | ---- | ------ | ---- | ---- | -------- | ---- | ---- |
| 青葉山 | 0    | 1    | 阿久津川 | 1    | 1    | 朝光   | 3    | 4    | 旭川     | 6    | 2    |
| 朝響   | 5    | 0    | 東関     | 2    | 0    | 綾ノ浪 | 2    | 1    | 池田川   | 5    | 0    |
| 泉洋   | 1    | 0    | 一ノ濱   | 1    | 0    | 射水川 | 1    | 1    | 岩城山   | 1    | 0    |
| 大潮   | 4    | 3    | 大浪     | 0    | 5    | 沖ツ海 | 0    | 2    | 渡嶋洋   | 2    | 4    |
| 大蛇山 | 4    | 0    | 海光山   | 1    | 3    | 鏡岩   | 5    | 6    | 桂川     | 1    | 1    |
| 清瀬川 | 3    | 4    | 錦華山   | 1    | 1    | 錦城山 | 1    | 1    | 古賀ノ浦 | 7    | 4    |
| 潮ヶ濱 | 1    | 1    | 清水川   | 7    | 3    | 鯱ノ里 | 0    | 2    | 髙登     | 0    | 6    |
| 寳川   | 5    | 3    | 太刀若   | 3    | 0    | 玉錦   | 0    | 9    | 玉ノ海   | 0    | 1    |
| 太郎山 | 5    | 3    | 劔岳     | 7    | 3    | 土州山 | 1    | 3    | 富野山   | 2    | 0    |
| 巴潟   | 3    | 3    | 豊國     | 1    | 7    | 名寄岩 | 1    | 0    | 錦洋     | 3    | 9    |
| 西ノ海 | 0    | 1    | 能代潟   | 4    | 8    | 幡瀬川 | 9    | 8    | 磐石     | 1    | 0    |
| 番神山 | 3    | 0※   | 双葉山   | 2    | 5    | 星甲   | 1    | 0    | 真鶴     | 3    | 6    |
| 三杉磯 | 1    | 1    | 男女ノ川 | 2    | 12   | 吉野山 | 5    | 2    | 雷山     | 1    | 0    |
| 雷ノ峰 | 1    | 5    | 若瀬川   | 2    | 2    | 若葉山 | 1    | 2    |          |      |      |

※番神山と引分が1つある。

## 改名歴
- 新海 幸藏（しんかい こうぞう）1921年1月場所 - 1937年5月場所

## 年寄変遷
- 荒磯 幸藏（あらいそ こうぞう）1937年5月 - 1951年9月(廃業)